# 任博利亞
任博利亞（羅馬尼亞語：Jimbolia，羅馬尼亞語發音：[ʒimˈboli.a]）是羅馬尼亞的城鎮，位於該國西部，距離首府蒂米什瓦拉39公里，由蒂米什縣負責管轄，面積79.7平方公里，海拔高度82米，2009年人口11,804，大多數居民信奉東正教。